# تاريخ الطعام

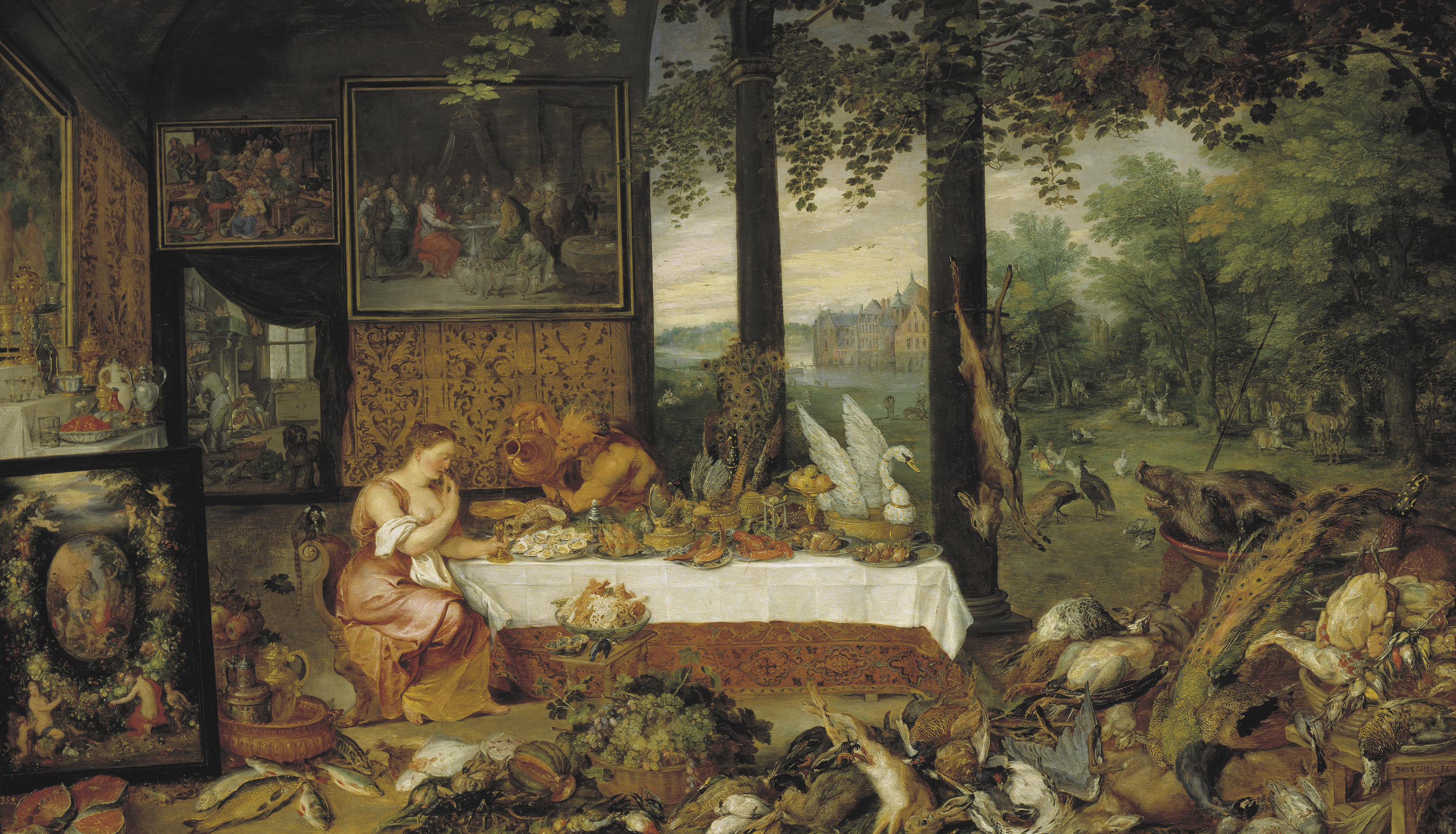

إن تاريخ الغذاء هو مجال متعدد التخصصات يُعنى بتاريخ الغذاء وأثره الثقافي والاقتصادي والبيئي والاجتماعي. ويختلف مجال تاريخ الغذاء عن المجال التقليدي لتاريخ الطهي، والذي يركز على أصول وصفات معينة وطرق إعدادها. ويعتبر المؤرخون في مجال الغذاء أنه يمثل أحد أهم أركان الثقافات، وهو يعكس البنية الاجتماعية والاقتصادية للمجتمع.
إن تاريخ الغذاء هو أحد التخصصات الحديثة، وكان يعتبر تخصصًا هامشيًا حتى وقت قريب. وصدرت أول جريدة في هذا المجال في عام 1979 وهي جريدة معلومات بسيطة عن فن الطهي (Petits Propos Culinaires)، كما تم عقد أول مؤتمر حول هذا الموضوع في عام 1981 تحت عنوان «ندوة أكسفورد حول الغذاء».

## العصور الوسطى (500 - 1500 ميلاديًا)
تأثر الطهي الإنجليزي بالمكونات الأجنبية وبأساليب الطهي مٌنذ العصور الوسطى. حيث أن للوجبات التقليدية جذورٌ عتيقة، مثل الخبز والجبن، اللحوم المشوية واللحوم المطهية، فطائر اللحم، الخضار والمرق المسلوق، وأسماك المياه العذبة والمياه المالحة. يحتوي كتاب العصر الرابع عشر للطهي الإنجليزي، فورم أوف كوري (The Forme of Cury) على وصفات لهذه، وتاريخ من البلاط الملكي لريتشارد الثاني.
في العصور الوسطى الأوروبية، لم يكن الإفطار وجبة مهمة وضرورية، ولم يكن موجودا من الناحية العملية خلال فترة الفترة الأولى للعصور الوسطى. كان الملوك وحاشيتهم يقضون الكثير من الوقت حول المائدة لتناول الوجبات.يتم تناول وجبتين رسميتين فقط في اليوم—واحدة في منتصف النهار وواحدة في العشية. كانت هذة المواعيد تختلف بحسب الإقليم والفترة، لكن نظام الوجبتين ظل مٌطبقًا خلال العصور الوسطى. كان يُمنح الإفطار في بعض الأماكن فقط للأطفال، كبار السن، المرضى، والرجال العاملين. أي شخص آخر لم يتحدث عن أو يشارك في تناول الطعام في الصباح. تناول الفطور يعني أن الشخص كان فقيرًا، مزارع ضعيف، عامل كادح الذي كان بحاجة ماسة إلي الطاقة لإكمال عملة بالصباح، أو كان شخصًا ضعيف للغاية ليصبر حتى الغداء في منتصف النهار. لأن الناس في العصور الوسطى رأوا الشراهة كخطية، وعلامة للضعف، فأن الرجال غالبًا ما يخجلون من تناول وجبة الإفطار.
و كان المسافرين النبلاء يُعدون إستثناء سابقًا، حيث كان يسمح لهم أيضًا بتناول الإفطار أثناء تواجدهم خارج الوطن. على سبيل المثال، في مارس 1255 تم تسليم حوالي 1512 غالون من النبيذ إلى الملك الإنجليزي هنري الثالث في كنيسة الدير في سانت ألبانز لتناول وجبة الإفطار طوال رحلته. إذا كان هناك ملك في رحلة دينية لزيارة الأماكن المقدسة، فإن الحذر على الإفطار يٌرفع تمامًا، ويتم تعويض ما يكفي من الإمدادات عن عدم انتظام وجبات الطعام في متاجر الطهي المحلية خلال الرحلة.
في القرن الثالث عشر، كان الإفطارأحيانًا يتألف من قطعة من خبز الردة وقليلًا من الجبن.لا تحتوي الوجبات الصباحية على أي لحم، ومع احتمالية احتواء رٌبع جالون (1.1 لتر، 0.30 جالون أمريكي) من من البيرة منخفضة الكحول المحتوى. من الممكن استهلاك كميات غير مؤكدة من الخبز والبيرة بين الوجبات.
بحلول القرن الخامس عشر، كان الإفطار يشتمل غالبًا علي اللحوم. وبحلول هذا الوقت، كان شُهد على النبلاء انغماسهم في الإفطار، مما يجعلها ممارسة شائعة، وبحلول أوائل القرن السادس عشر، أصبحت المصروفات المسجلة لتناول الإفطار تقليدية. كانت مقدمة المشروبات التي تحتوي على الكافيين في النظام الغذائي الأوروبي في القرن السادس عشر جزءاً من الاعتبار للسماح بتناول وجبة الإفطار. كان يعتقد أن القهوة والشاي يساعدان الجسم في «إخلاء الأجسام الفائقة»، وكانت تستهلك في الصباح.

## البطاطا
تم تدجين البطاطا لأول مرة في منطقة جنوب بيرو الحديثة، وفي أقصى شمال غرب بوليفيا. وقد انتشرت منذ ذلك الحين في جميع أنحاء العالم وأصبحت محصولًا أساسيًا في العديد من البلدان.
وفقًا للتقديرات المتحفظة، كان إدخال البطاطا مسؤولاً عن ربع نمو سكان العالم القديم والتحضر بين 1700 و 1900. بعد الغزو الإسباني لإمبراطورية الإنكا، قدم الأسبان البطاطا إلى أوروبا في النصف الثاني من القرن السادس عشر، وهو جزء من التبادل الكولومبي. وبعد ذلك، قام البحارة الأوروبيون بنقل العنصر الأساسي إلى الأقاليم والموانئ في جميع أنحاء العالم.  كانت البطاطس بطيئة في تبنيها من قبل مزارعين أوروبيين، ولكن سرعان ما أصبحت محصولًا غذائيًا أساسيًا هامًا ومحصولًا ميدانيًا لعب دورًا رئيسيًا في ازدهار سكّان أوروبا في القرن التاسع عشر. ومع ذلك، فإن نقص التنوع الجيني، بسبب العدد المحدود للغاية من الأصناف التي تم إدخالها في البداية، ترك المحاصيل عرضة للمرض. في عام 1845، أنتشر مرض النبات المعروف بأسم اللفحة المتأخرة، التي تسببها فطريات oomycete) Phytophthora infestans)، بسرعة عبر المجتمعات الفقيرة في أيرلندا الغربية وكذلك أجزاء من المرتفعات الاسكتلندية، مما أدى إلى فشل المحاصيل التي أدت إلى المجاعة الأيرلندية العظمي.

## الأرز
من المحتمل أن يكون الأرز قد نشأ في كوريا أو أستراليا ونما على نطاق واسع في آسيا قبل 3000 عام. جلب المسلمون الأرز إلى صقلية مع زراعة بدأت في القرن التاسع.  بعد القرن الخامس عشر، انتشر الأرز في جميع أنحاء إيطاليا ثم فرنسا، ثم انتشر بعد ذلك في جميع القارات خلال عصر الاستكشاف الأوروبي. كحبوب، اليوم هو الغذاء الرئيسي الأكثر استهلاكاً في آسيا وأماكن أخرى. وهي السلعة الزراعية الثالثة (الأرز، 741.5 مليون طن في عام 2014)، بعد قصب السكر (1.9 مليار طن) والذرة («الذرة» في الولايات المتحدة، 1.0 مليار طن).
اليوم، يأتي معظم إنتاج الأرز من الصين والهند وإندونيسيا وبنغلاديش وفيتنام وتايلاند وميانمار وباكستان والفلبين وكوريا واليابان. تمثل آسيا 87٪ من إجمالي إنتاج الأرز في العالم.

## أوائل العصر الأوروبي الحديث
لطالما كانت الحبوب والثروة الحيوانية مركز الزراعة في فرنسا وإنجلترا. بعد عام 1700، قام مزارعون مبتكرون بتجربة تقنيات جديدة لزيادة المحصول، ونظروا في منتجات جديدة تمامًا مثل نبات الجنجل، وزيوت البذور الزيتية، والأعشاب الاصطناعية، والخضروات، والفاكهة، ومنتجات الألبان، والدواجن التجارية، والأرانب، وأسماك المياه العذبة.
بدأ السكر كمنتج فئوي من الدرجة العليا، ولكن بحلول عام 1700 عمل مزارع السكر الكاريبي من قبل العبيد الأفارقة وسّع الإنتاج وخفّض السعر. وبحلول عام 1800 كان السكر مكونًا أساسيًا من الحميات من الطبقة العاملة. بالنسبة لهم يرمز إلى زيادة الحرية الاقتصادية ووضعها.

## القرن التاسع عشر
كان العمال في أوروبا الغربية في القرن الثامن عشر يأكلون الخبز والعصيدة، وغالباً في حساء مع الخضار والعدس، ولحم الخنزير المقدد الصغير، والبطاطا في بعض الأحيان قليلاً من الجبن. لقد غسلوها بالبيرة (كانت المياه ملوثة) ورشف الحليب. تم اشتقاق ثلاثة أرباع الغذاء من النباتات؛ الدهون جاءت من الزيوت النباتية. اللحوم كانت أكثر جاذبية، ولكنها مكلفة للغاية. بحلول عام 1870، كان النظام الغذائي في أوروبا الغربية يبلغ حوالي 16 كيلوغرامًا للشخص الواحد سنويًا من اللحوم، وارتفع إلى 50 كيلوغرامًا بحلول عام 1914، و 77 كيلوغرامًا في عام 2010.  ونادرًا ما كان الحليب والجبن في النظام الغذائيحتى في أوائل القرن العشرين. كان لا يزال غير مألوف في الوجبات الغذائية لدول البحر المتوسط.
في الأحياء المهاجرة للمدن الصناعية الأميركية سريعة النمو، اشترت ربات البيوت أغذية جاهزة من خلال بائعين متجولين في الشوارع، وعمال متجولين، وعربات دفع، ومحلات صغيرة تعمل من المنازل الخاصة. وقد فتح ذلك الطريق أمام الدخول السريع لمواد جديدة تمامًا مثل البيتزا، والسباغيتي مع كرات اللحم، والخبز، ورغيف الهوجي، والبسكوت، والبرجيس إلى عادات الأكل الأمريكية، والوجبات السريعة الثابتة في تجربة الطهي الأمريكية.

## القرن العشرين
تميز النصف الأول من القرن العشرين بحربين عالميتين بدرجات عالية جداً من الجوع والترشيد الصارم، مع استخدام السكان الجوعي كسلاح جديد قوي. في ألمانيا، انهار نظام الحصص في المناطق الحضرية عمليا، والناس يأكلون العلف الحيواني من أجل البقاء على قيد الحياة في «فصل الشتاء». في دول الحلفاء، تم تحويل الاجتماع أولاً إلى الجنود، ثم إلى احتياجات مدنية عاجلة في إيطاليا، بريطانيا، فرنسا واليونان. تم توسيع إنتاج اللحوم إلى الحد الأقصى في الولايات المتحدة وأستراليا ونيوزيلندا وكندا والأرجنتين، مع الملاحة البحرية التي تسيطر عليها عن كثب من قبل البريطانيين.
في السنوات الأولى من السلام بعد انتهاء الحرب في عام 1918، عانت معظم أوروبا الشرقية والوسطى من نقص حاد في الغذاء. كانت المساعدة الخارجية في الطريق. أُنشئت إدارة الإغاثة الأمريكية (ARA) في عهد القيصر الأمريكي هربرت هوفر، الذي كان مسؤولاً عن توفير الغذاء في حالات الطوارئ عبر أوروبا الوسطى والشرقية.غذى ال ARA الملايين، بما في ذلك سكان ألمانيا والاتحاد السوفياتي. بعد انتهاء تمويل حكومة الولايات المتحدة لـ ARA في صيف عام 1919، أصبحت ARA منظمة خاصة، تجمع ملايين الدولارات من مانحين من القطاع الخاص. تحت رعاية ARA، قام صندوق الأطفال الأوروبي بإطعام الملايين من الأطفال الجائعين.
شهدت عشرينيات القرن العشرين إدخال مواد غذائية جديدة، خاصة الفواكه، تم نقلها من جميع أنحاء العالم. بعد الحرب العالمية أصبحت العديد من المنتجات الغذائية الجديدة متاحة للأسر التقليدية، مع الإعلان عن الأطعمة ذات العلامات التجارية لراحتها. الآن، بدلاً من ساعات إنفاق الطهي المتمرسة في الكاسترد والحلويات الصعبة، يمكن لربة المنزل شراء أطعمة فورية في الجرار، أو مساحيق يمكن خلطها بسرعة. وأصبحت الآن الأسر الراقية تحتوي على صناديق ثلج أو ثلاجات كهربائية، مما أدى إلى تحسين التخزين وراحة الشراء بكميات أكبر.
في الحرب العالمية الثانية، تأكدت ألمانيا النازية من أن سكانها كانوا يتغذون بشكل جيد للغاية، من خلال الاستيلاء على الإمدادات الغذائية من البلدان المحتلة، وقطع الغذاء عن عمد من اليهود والبولنديين والروس والهولنديين.
وكجزء من خطة مارشال 1948-1950، قدمت الولايات المتحدة الخبرة والتمويل المنطقي لعمليات الإنتاج الزراعي الضخم على نطاق واسع في أوروبا ما بعد الحرب. كانت الدواجن هي الخيار المفضل، مع التوسع السريع في الإنتاج، والانخفاض الحاد في الأسعار، والقبول الواسع النطاق للطرق العديدة لخدمة الدجاج.
كانت الثورة الخضراء ثورة تكنولوجية في إنتاجية النباتات التي زادت الإنتاج الزراعي في جميع أنحاء العالم، لا سيما في العالم النامي. بدأ البحث في ثلاثينيات القرن العشرين وأصبحت التحسينات الكبيرة في الإنتاج مهمة في أواخر الستينات، واستمرت حتى القرن الحادي والعشرين.  أسفرت المبادرات عن اعتماد تكنولوجيات جديدة ، بما في ذلك:
أصناف جديدة عالية الغلة من الحبوب، خاصة القمح والقمح القزم، بالاشتراك مع الأسمدة الكيماوية والكيماويات الزراعية، ومع إمدادات المياه الخاضعة للرقابة (التي تنطوي عادة على الري) والطرق الجديدة للزراعة، بما في ذلك الميكنة. واعتبر كل هذه معًا «مجموعة من الممارسات» لتحل محل التكنولوجيا «التقليدية» واعتمادها ككل.